# KZ Sachsenhausen

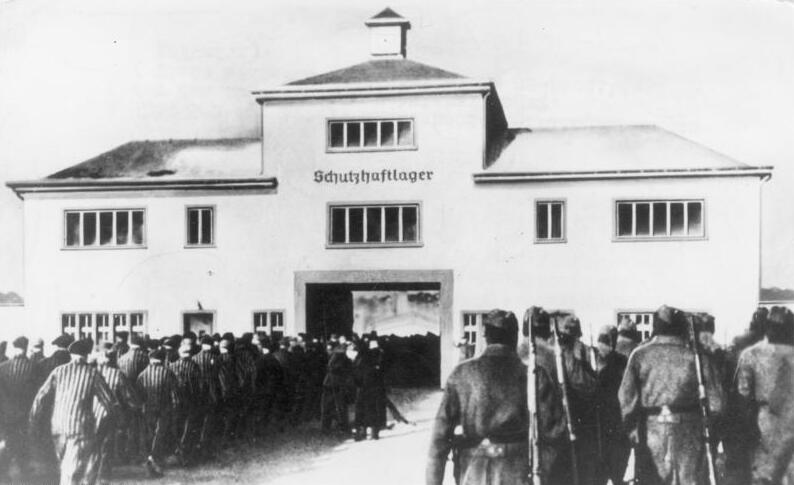
Häftlingskolonnen vor dem Lagertor zum Schutzhaftlager Sachsenhausen (Foto aus der NS-Zeit)

Das KZ Sachsenhausen, Volltitel Konzentrationslager Sachsenhausen, amtliche Abkürzung KL Sachsenhausen, war ein im Sommer 1936 von Häftlingen aus Emslandlagern eingerichtetes nationalsozialistisches Konzentrationslager. Es befand sich in der Stadt Oranienburg nördlich von Berlin. Es ist jedoch weder örtlich noch zeitlich identisch mit dem KZ Oranienburg, das 1933 bis 1934 in Oranienburg in der Nähe des Stadtzentrums bestand. Der namensgebende Ort Sachsenhausen liegt in der Nähe des Lagergeländes,  Konzentrationslager und Speziallager befanden sich jedoch auf dem Gebiet des Ortsteils Sandhausen der Stadt Oranienburg.
Durch die Nähe zu Berlin und damit auch zur Gestapozentrale in der Prinz-Albrecht-Straße hatte das KZ Sachsenhausen eine Sonderrolle im KZ-System. Ein großes SS-Kontingent war hier stationiert. Das dem Lager angegliederte „Übungslager“ diente zudem als Ausbildungsort für zukünftige KZ-Kommandanten sowie des Bewachungspersonals im ganzen NS-Machtbereich (ähnlich wie das KZ Dachau). Insgesamt wurden etwa 200.000 Häftlinge nach Sachsenhausen deportiert, nur etwa 140.000 davon wurden registriert. Im August 1941 wurde eine Genickschussanlage errichtet, in der etwa 13.000 bis 18.000 sowjetische Kriegsgefangene ermordet wurden. Insgesamt sollen mehrere zehntausend Häftlinge ermordet worden sein.
Seit den 1960er Jahren befindet sich die Gedenkstätte und Museum Sachsenhausen auf dem Gelände des ehemaligen KZs, die stetig ausgebaut wurde. Die Einrichtung versteht sich als Gedenk- und Lernort sowie als modernes zeithistorisches Museum. Sie folgt einem dezentralen Gesamtkonzept, um dem Besucher die Geschichte an den authentischen Orten erlebbar zu machen. In verschiedenen Ausstellungen wird die konkrete Geschichte des jeweiligen historischen Ortes als Leitidee mit einer darüber hinaus weisenden thematischen Darstellung verknüpft.
Der Teil des Geländes, der als Kaserne der Schutzstaffel (SS) diente, wird heute von der Hochschule der Polizei des Landes Brandenburg als Ausbildungsstätte genutzt.

## Überblick

### Schutzhaftlager
Das Konzentrationslager Sachsenhausen wurde seit dem Hochsommer 1936 auf Befehl Heinrich Himmlers durch Häftlinge der aufgelösten Lager Esterwegen, Berlin-Columbia und Lichtenburg erbaut. Obwohl es nach der nordwestlich angrenzenden, damals selbstständigen Gemeinde Sachsenhausen benannt wurde, befand sich das Konzentrationslager auf dem Gebiet des Ortsteils Sandhausen der Stadt Oranienburg.
Das KZ Sachsenhausen nahm eine Sonderrolle unter den nationalsozialistischen Konzentrationslagern ein. Es war der erste große KZ-Komplex, der von einem SS-Architekten geplant wurde. Himmler hatte dazu Bernhard Kuiper den Auftrag erteilt, mit Sachsenhausen ein „vollkommen neuzeitliches, modernes und jederzeit erweiterbares“ Lager zu errichten. Der SS-Architekt entwarf ein gleichseitiges Dreieck, in dessen Fläche er das Häftlingslager, die Kommandantur sowie das SS-Truppenlager unterbrachte. Die Architektur des Häftlingslagers folgte einer „Geometrie des totalen Terrors“. Vom Torgebäude („Turm A“) aus sollte ein einziges Maschinengewehr die im Halbkreis um den Appellplatz herum gruppierten Häftlingsbaracken beschießen können. Das Lager wurde nach dem Modell einer panoptischen Anlage entworfen. Das Modell erwies sich aber schon bald, im Gegensatz zu Himmlers Erwartungen, als nicht beliebig erweiterbar und wurde deshalb nicht auf andere Lager übertragen.

### Übungslager
Auf dem benachbarten Gelände des Schutzhaftlagers befand sich eines der drei von der Schutzstaffel betriebenen Übungslager, wo nicht nur die Ausbildung von zukünftigen SS-Wachmannschaften, die nach ihrer Ausbildung in anderen Konzentrationslagern eingesetzt wurden, sondern auch die vor- und nachmilitärische Schulung von Angehörigen der Allgemeinen SS erfolgte.

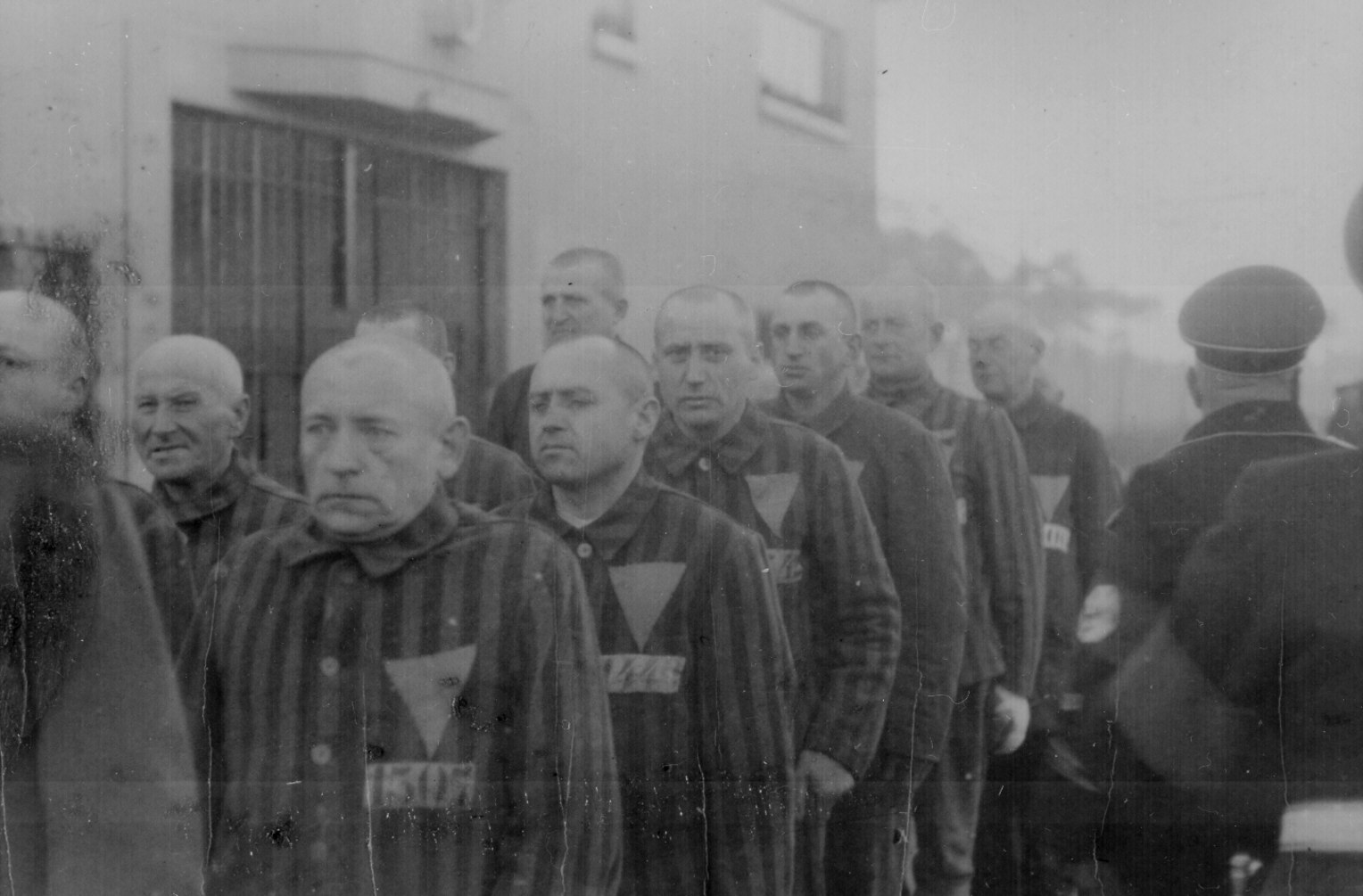
Häftlinge im Jahr 1938

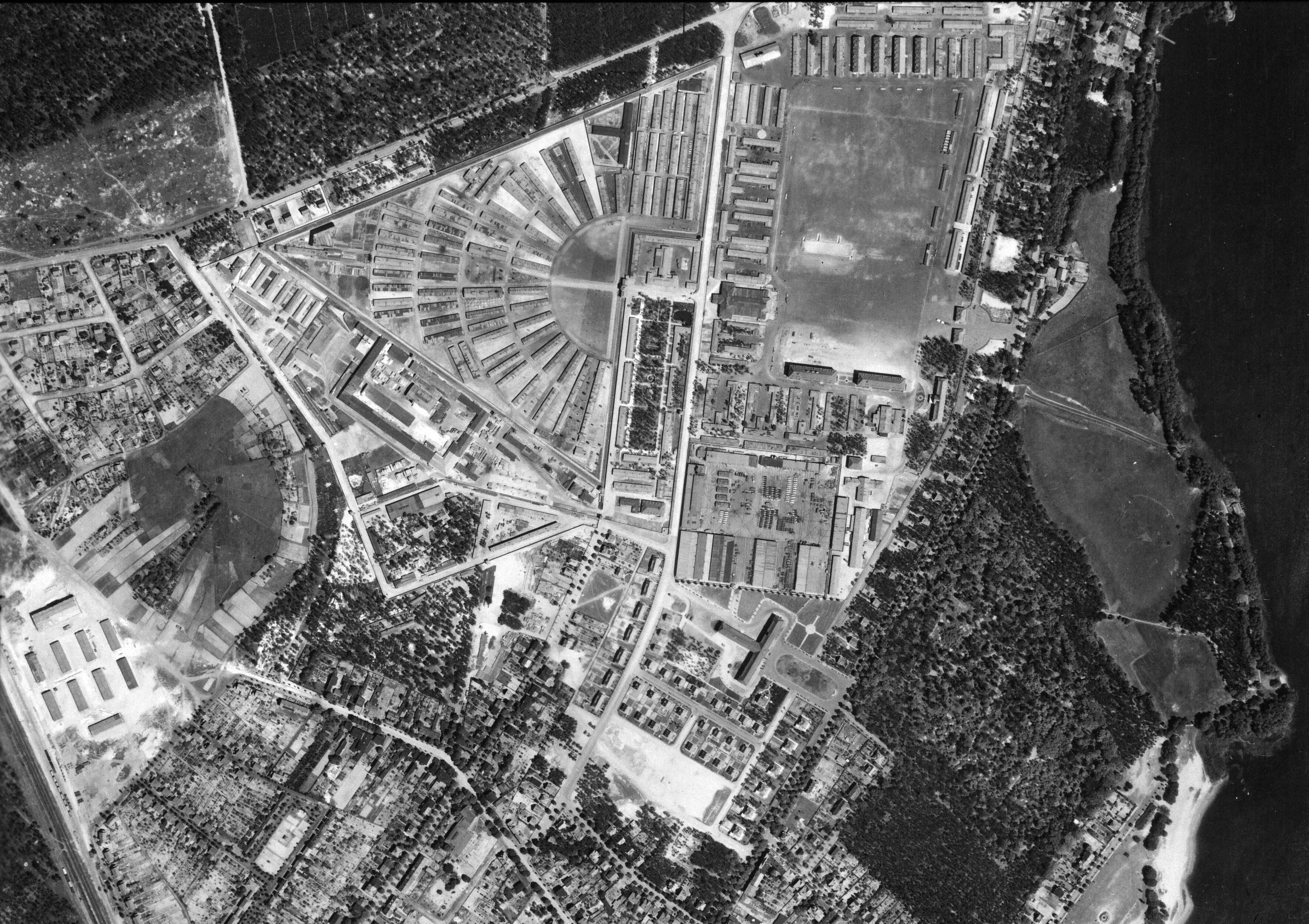
Luftaufnahme vom Lager (1943 von der britischen Royal Air Force aufgenommen)

Seit 1938 befand sich dort auch die SS-Dienststelle Inspekteur der Konzentrationslager und Führer der SS-Totenkopfstandarten, die 1937 aus der Umbenennung der IKL entstand und die für die zentrale Verwaltung aller Konzentrationslager im Machtbereich des Großdeutschen Reiches zuständig war.

### Außenlager
In etwa 100 KZ-Außenlagern leisteten Häftlinge Zwangsarbeit, vor allem in der Rüstungsindustrie. Im Sommer 1945 diente das Revier des ehemaligen KZ Sachsenhausen als Übergangs-Lazarett für ehemalige Häftlinge und andere Opfer des Krieges, die auf Grund ihres Gesundheitszustandes nicht in die Heimat zurückkehren konnten.

### Verwendung nach 1945
Ab August 1945 wurde das Gelände des KZ Sachsenhausen von der Sowjetischen Militäradministration (SMAD) als Speziallager Nr. 7 verwendet. In diesem sowjetischen Gefangenenlager wurden Sozialdemokraten, NS-Funktionäre der unteren und mittleren Ebene, Angehörige der Wehrmacht, Jugendliche unter „Werwolf-Verdacht“, Gegner der neuen politischen Ordnung und zum Teil völlig willkürlich Verhaftete interniert. Die DDR schloss das 1948 in Speziallager Nr. 1 umbenannte Lager 1950 als letztes der Speziallager. Die Kasernierte Volkspolizei übernahm das Gelände im selben Jahr und nutzte einen Teil davon als Kaserne.
1961 wurde die Nationale Mahn- und Gedenkstätte Sachsenhausen eröffnet und später mehrfach erweitert. Sie gehört heute als Gedenkstätte und Museum Sachsenhausen zu den Gedenkstätten von nationaler und internationaler Bedeutung in Deutschland.
Seit 2006 nutzt die Hochschule der Polizei des Landes Brandenburg einen Teil des ehemaligen SS-Truppenlagers des Lagerkomplexes.

## Geschichte

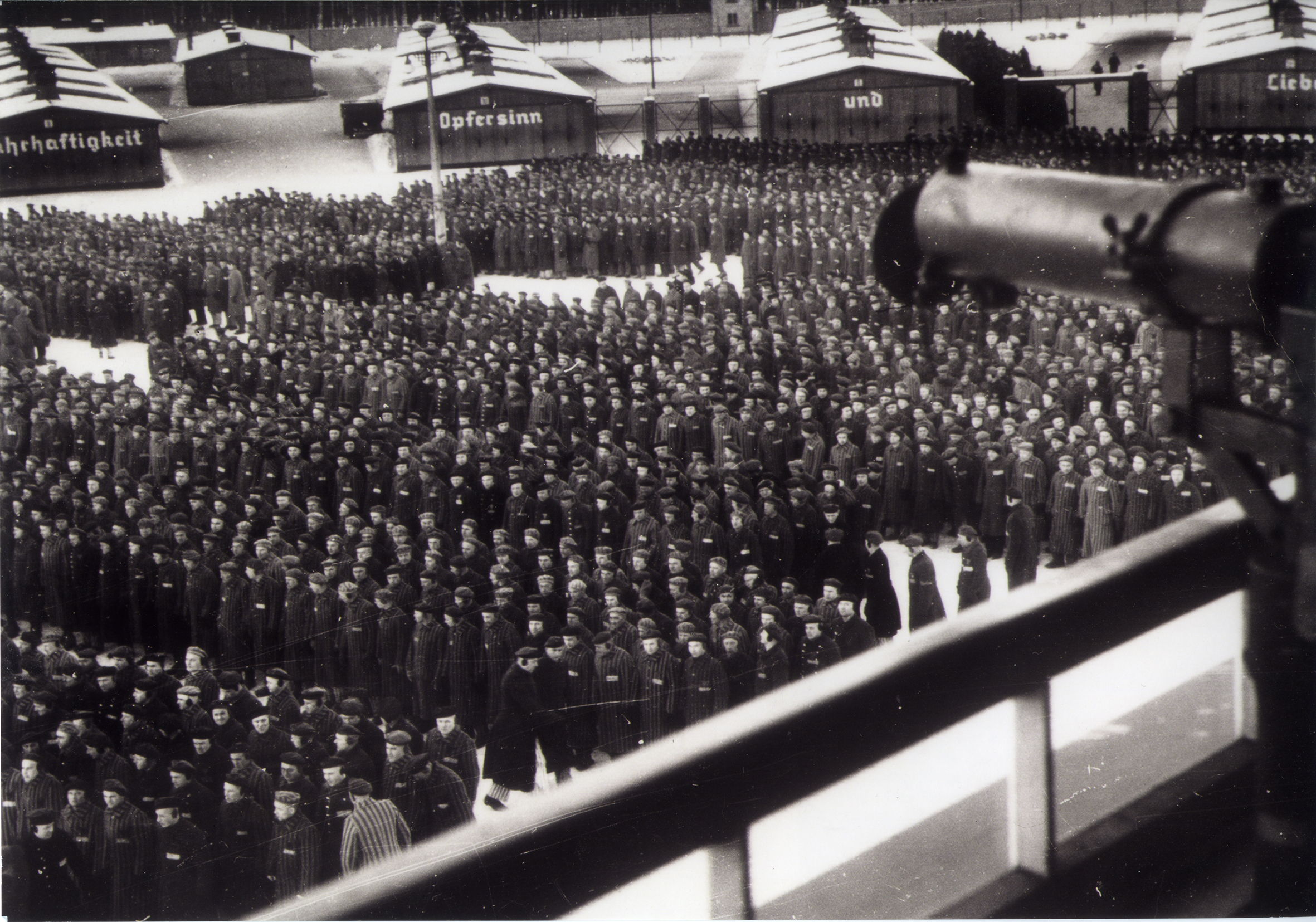
Häftlinge bei einem Zählappell im Februar 1940 (SS-Propagandafoto)

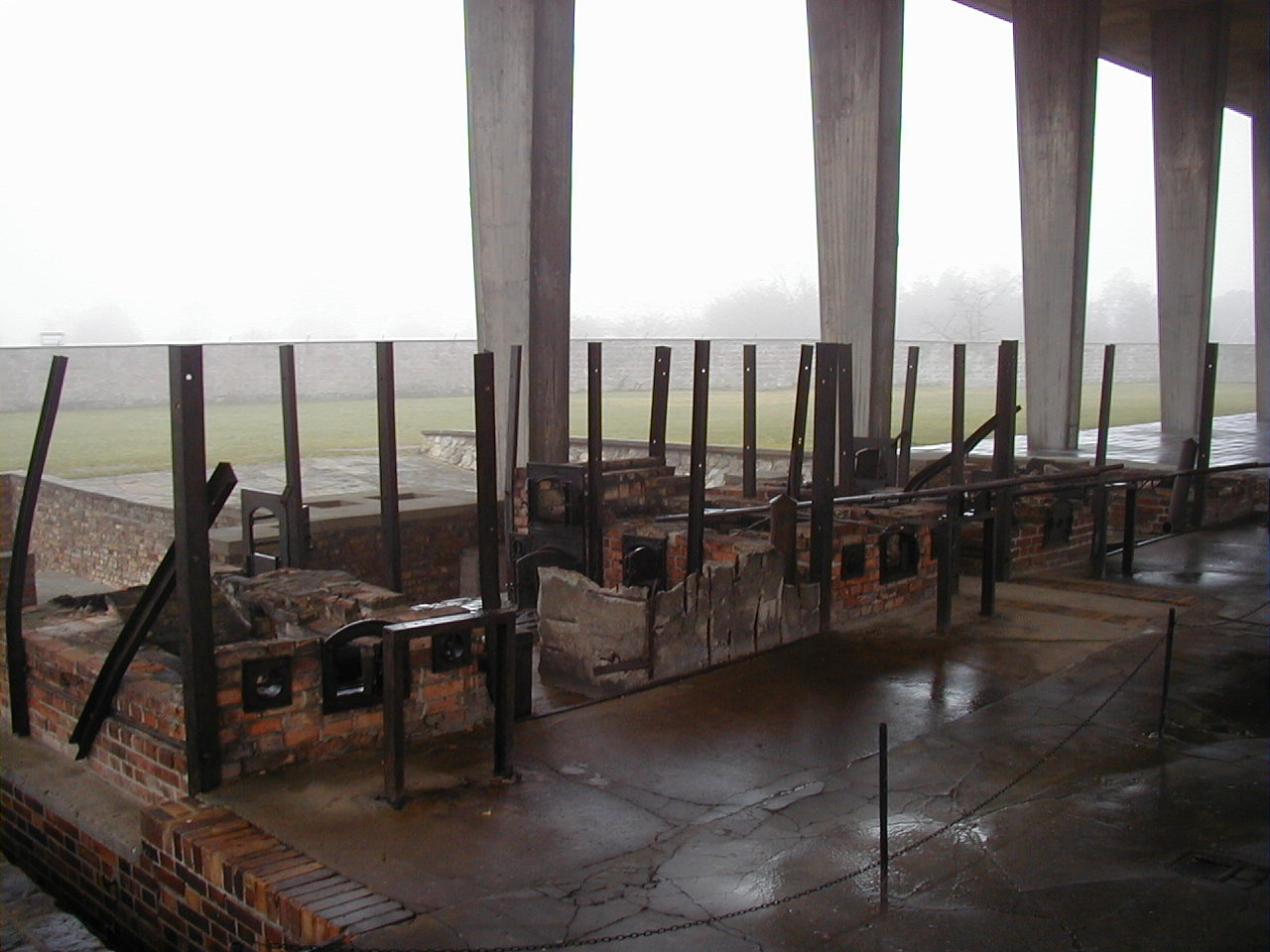
Krematoriumsöfen, die bei einer Sprengung 1953 beschädigt wurden

### Bau eines Gefangenenlagers

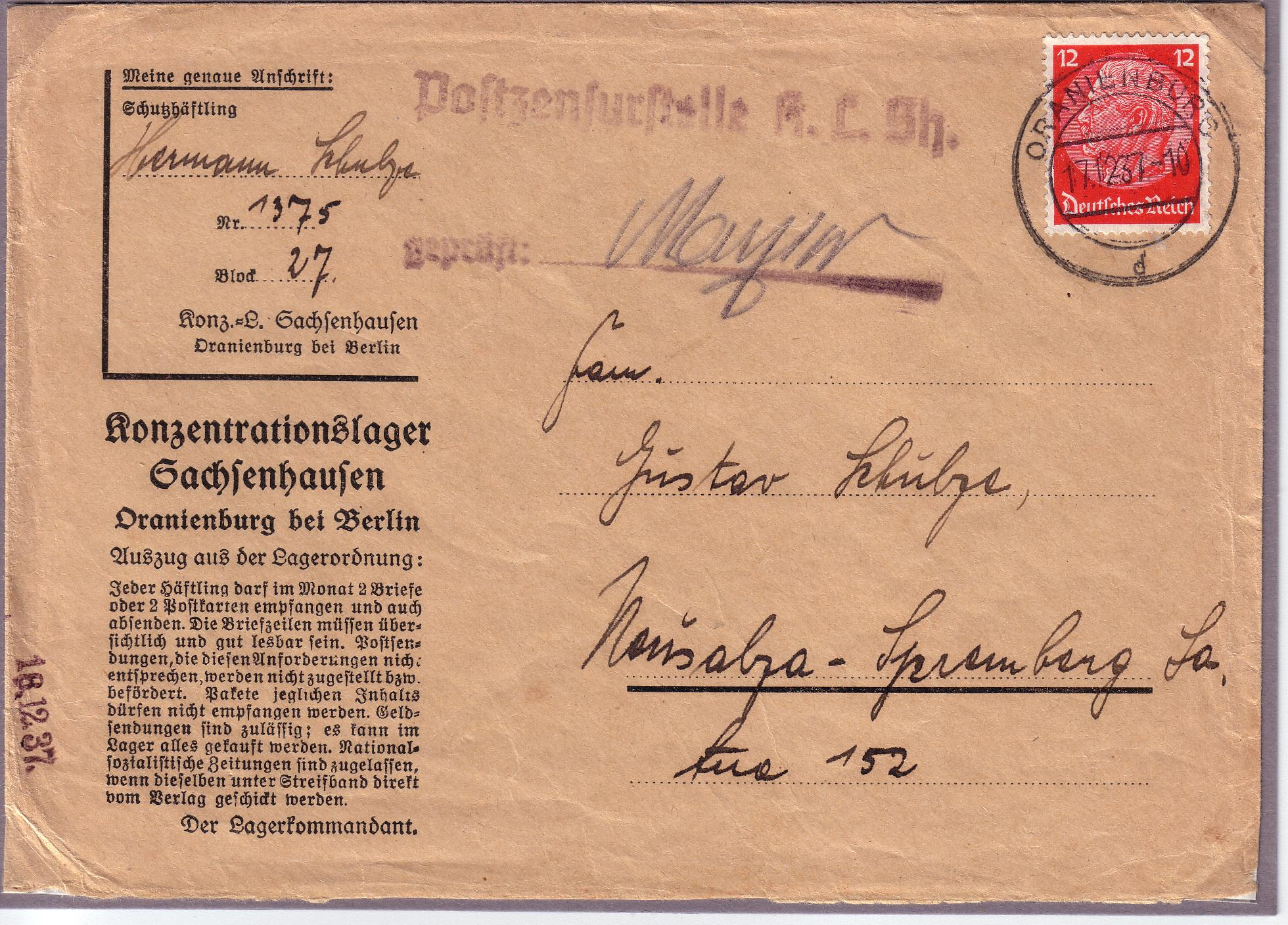
Häftlingsbrief aus dem KZ Sachsenhausen. In der Anfangszeit wurden ausschließlich Deutsche gefangen gehalten

Das KZ Sachsenhausen wurde im Sommer 1936 von Häftlingen aus den Emslandlagern errichtet. Diese Aufbauphase wurde in einem viele Jahre später entdeckten Fotoalbum des Kommandanten Karl Otto Koch penibel dokumentiert.
Die von SS-Architekten am Reißbrett als idealtypisches KZ konzipierte Anlage sollte dem Weltbild der SS architektonisch Ausdruck geben und die Häftlinge auch symbolisch der absoluten Macht der SS unterwerfen. Das Häftlingslager wurde in Form eines gleichschenkligen Dreiecks angelegt. Alle Gebäude waren symmetrisch um die Mittelachse gruppiert und auf den Turm A, den Sitz der SS-Lagerleitung, auf der Mitte der Grundlinie des Dreiecks bezogen. Vor diesem Turm lag der halbkreisförmige Appellplatz, der wiederum von vier Ringen fächerförmig angeordneter Baracken umschlossen wurde. Um die Fortsetzung der Mittelachse über den Turm A und die Lagerstraße hinaus wurde das SS-Truppenlager angelegt, in dem die Axialität und Symmetrie des Häftlingslagers und des Kommandanturbereichs sich fortsetzte. Zum 388 Hektar umfassenden SS-Komplex in Oranienburg gehörten darüber hinaus umfangreiche Wohnsiedlungen für die höheren SS-Dienstgrade und ihre Familien sowie das ab 1938 an der Lehnitzschleuse errichtete Außenlager Klinkerwerk (Lehnitz; Einsatzort der Strafkompanien und Lagerbereich Isolierung; dort standen ab 1941 zehn Häftlingsbaracken).

### Belegung der Lagerbauten
Zwischen 1936 und 1945 waren im KZ Sachsenhausen mehr als 200.000 Menschen aus ca. 40 Nationen inhaftiert. Häftlinge waren zunächst politische Gegner des NS-Regimes, dann in immer größerer Zahl Angehörige der von den Nationalsozialisten als rassisch und/oder sozial minderwertig erklärten Gruppen (Juden, Homosexuelle, Roma, Sinti, „Asoziale“), die dem Regime hauptsächlich wegen ihrer Ablehnung des Militärdienstes verhassten Zeugen Jehovas und ab 1939 zunehmend Bürger der besetzten Staaten Europas. Zehntausende kamen durch Hunger, Krankheiten, Zwangsarbeit und Misshandlungen um. Andere wurden Opfer systematischer Vernichtungsaktionen. So wurden hier im Herbst 1941 mindestens 12.000 sowjetische Kriegsgefangene ermordet. Die beteiligten SS-Männer erhielten anschließend einen mehrwöchigen Italien-Urlaub. Weitere Häftlinge starben an den Folgen medizinischer Experimente. So wurden ihnen unter anderem schwere Wundinfektionen zugefügt, um die Wirkung von Medikamenten zu testen. Kinder wurden mit Hepatitis B infiziert, um Erkenntnisse über die Veränderungen an der Leber zu gewinnen.
Der Zellenbau wurde 1936 als T-förmiges Gebäude errichtet, das mit 80 Zellen für Einzelhaft, Dunkelarrest und Massenunterbringung als Lagergefängnis und Sondergefängnis der Gestapo diente. Im vom übrigen Lager isolierten Hof des Zellenbaus dienten ein Erdbunker und Vorrichtungen zum „Pfahlhängen“ sowie der sogenannte „Bock“ dem Vollzug besonders brutaler Strafen.

### Krematorium, Kantine, Erweiterungen
Das Krematorium befand sich auf dem durch die Lagermauer vom Häftlingslager abgetrennten Industriehof und wurde ab Herbst 1939 eingesetzt. Im Jahr 1942 wurde das provisorische Krematorium durch einen Neubau mit Krematorium und Genickschussanlage ersetzt, in dem 1943 auch eine Gaskammer eingerichtet wurde. In dem elf Quadratmeter großen Raum konnten zu einem Zeitpunkt maximal 60 Personen ermordet werden. In der Gaskammer wurden neue Vergasungstechniken erprobt.
In der Kantine und im Lagerbordell konnten Gutscheine eingelöst werden, die in manchen der Werkstätten oder als Funktionshäftling erarbeitet werden konnten.
Um neue Häftlinge unterbringen zu können, wurde in Abweichung vom Idealplan im Sommer 1938 das kleine Lager als Barackenkomplex errichtet, in dem bis zu ihrer Deportation nach Auschwitz im Oktober 1942 die meisten der jüdischen Häftlinge untergebracht waren.

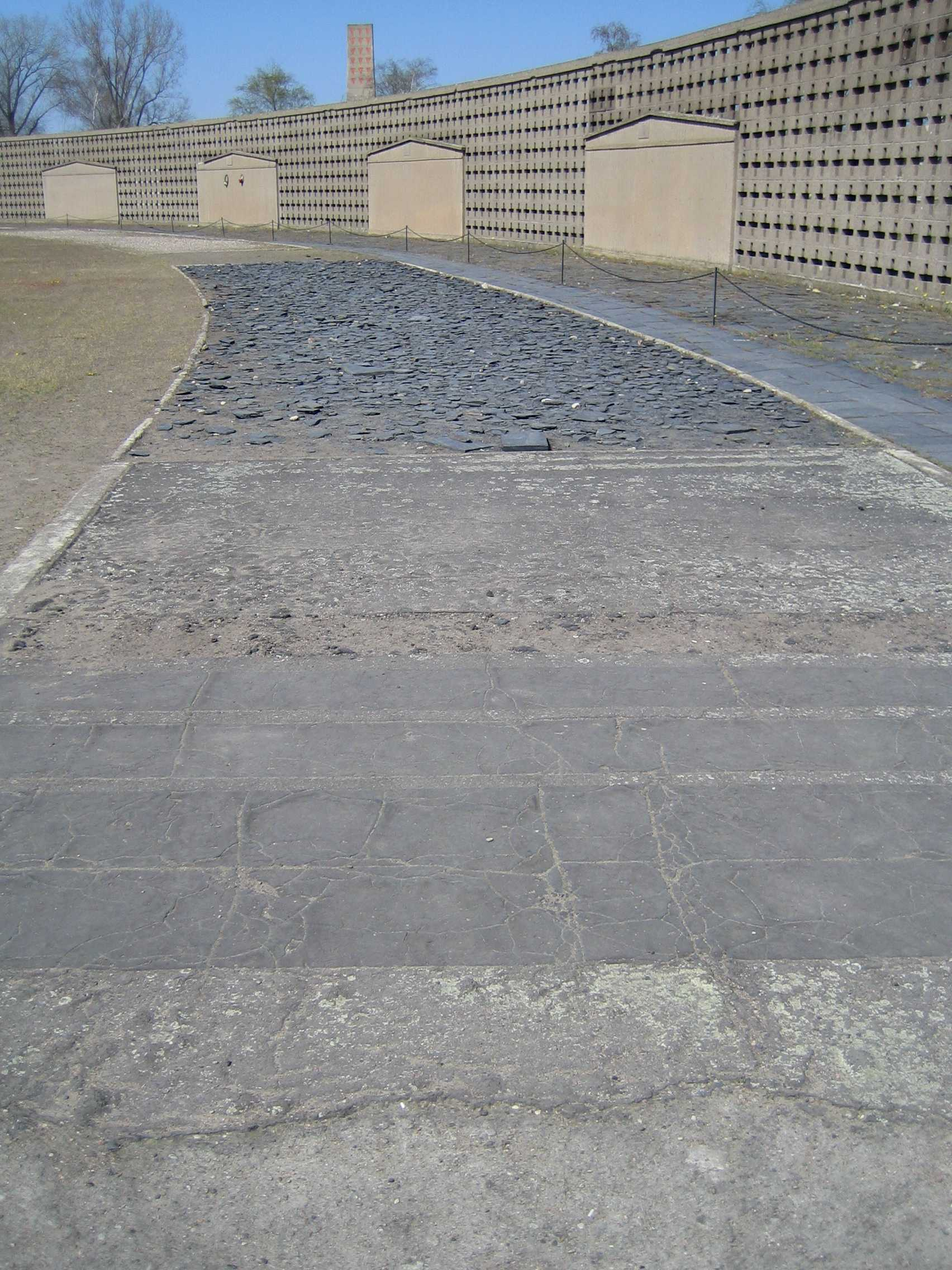
Rekonstruktion der Schuhprüfstrecke (Aufnahme 2005)

Auf der 1940 auf dem Appellplatz angelegten Schuhprüfstrecke mit unterschiedlichen Bodenbelägen mussten Häftlinge des Schuhläufer-Kommandos durch Marschieren von bis zu 40 km am Tag Sohlenmaterial für die deutsche Leder- und Schuhindustrie testen.
Von 1942 bis 1945 mussten im KZ Sachsenhausen bis zu 144 jüdische Häftlinge unter Zwang ausländische Währungen, vor allem englische Pfundnoten, in Milliardenhöhe für die Aktion Bernhard fälschen. Dafür wurde im kleinen Lager in zwei Baracken die Fälscherwerkstatt eingerichtet.

### Häftlingsaktivitäten
Am 22. Oktober 1942 meuterten jüdische Häftlinge aus dem Block 39 gegen die SS, indem sie sich weigerten, zum Appell anzutreten und zur Arbeit auszurücken. Sie reagierten damit auf die Ankündigung einer Massenerschießung der Juden auf dem Industriehof. Nach den Erinnerungen des Häftlings Horst Jonas habe es keinen Racheakt der SS gegeben.
Am 27. März 1944 entdeckte die SS im KZ Sachsenhausen, dass der Häftling Friedrich Büker Radio Moskau abhörte und die Nachrichten auf Flugblättern verteilte. Daraufhin versuchte eine Sonderabteilung des Reichssicherheitshauptamtes mit Verhören und Spitzeln, die internationale Widerstandsorganisation im Lager zu zerschlagen. Obwohl innerhalb eines halben Jahres lediglich eine Solidaritätsaktion deutscher Kommunisten nachgewiesen werden konnte, sollten 27 Häftlinge vor allen Lagerinsassen erhängt werden. Aus Angst vor Unruhe wurde der Plan jedoch geändert und 24 deutsche und drei französische Häftlinge am Abend des 11. Oktober 1944 nach dem Zählappell in der Station Z erschossen. 102 weitere Häftlinge wurden am 20. Oktober in das KZ Mauthausen abgeschoben.

### Inspektion der Konzentrationslager

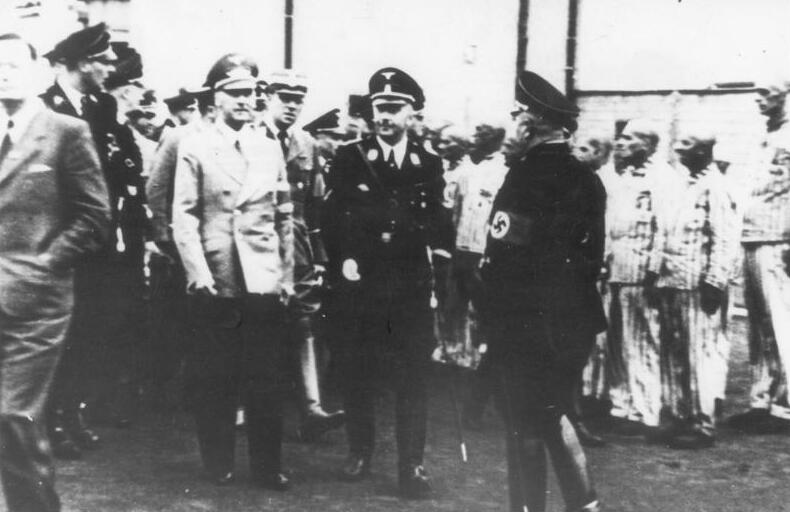
Wilhelm Frick und Heinrich Himmler im KZ Sachsenhausen, 1936

Als Modell- und Schulungslager der SS und Konzentrationslager in unmittelbarer Nähe der Reichshauptstadt nahm Sachsenhausen eine Sonderstellung im System der nationalsozialistischen Konzentrationslager ein. Diese wurde unterstrichen, als 1938 die Inspektion der Konzentrationslager, die Verwaltungszentrale für alle Konzentrationslager im deutschen Machtbereich, von Berlin nach Oranienburg verlegt wurde. Die Inspektion der Konzentrationslager und die Führung der SS-Totenkopfverbände zogen im August 1938 in ein großes Stabsgebäude südlich des KZ Sachsenhausen, das wegen seiner charakteristischen dreiflügeligen Form „T-Gebäude“ genannt wird. Die Inspektion war für die Lebensbedingungen der Häftlinge im Lager verantwortlich. Sie legte grundsätzlich und in Einzelfällen fest, in welches Lager die Häftlinge kamen, welche Zwangsarbeit sie zu leisten hatten und welche Nahrungsration sie erhielten.

### Das Netz der Außenlager zur Kriegsproduktion
Häftlinge wurden zunächst in SS-eigenen Werkstätten und Betrieben des dem Häftlingslager benachbarten Industriehofes zur Arbeit eingesetzt, wo sich eine Schneiderei, Tischler-, Schlosser- und Elektrikerwerkstätten befanden. Vor allem im Zuge des massenhaften Einsatzes der Zwangsarbeit von KZ-Häftlingen in der Rüstungsindustrie ab 1942 entstanden mehr als 100 KZ-Außenlager und Außenkommandos des KZ Sachsenhausen in der Nähe der Rüstungsbetriebe und bei Berliner Industriebetrieben wie Siemens, DEMAG-Panzer, den Henschel Flugzeug-Werken, Daimler-Benz, I.G. Farben und AEG sowie BRABAG Schwarzheide. Mit dem Begriff Außenkommando waren die Gruppen oder Kolonnen von Häftlingen gemeint, die vom Lager aus zu einer Fabrik oder einem sonstigen Arbeitseinsatz marschieren mussten, abends dann aber wieder im Hauptlager nächtigten. Das geschah oft über Wochen und Monate. Die Zusammensetzung der Gruppe hing vom Arbeitsanfall und der körperlichen Verfassung der Gefangenen ab. Krankheit oder Arbeitsunfall kam oft einem Todesurteil gleich, weil Arbeitsunfähige in Sammeltransporten immer wieder nach Auschwitz weggeschafft wurden.
Außenlager hingegen waren Lager, in denen die Häftlinge arbeiteten und auch untergebracht waren. Diese Lager hatten unterschiedliche Größen und zählten zum Stammlager und wurden von dort aus verwaltet. Auch sie dienten überwiegend der Lieferung von Häftlingen an Produktionsbetriebe. Zum Teil fand die Unterbringung direkt auf dem Fabrikgelände statt, zum Teil marschierten die Häftlingskolonnen von einem Außenlager sternförmig zu verschiedenen Fabriken in der Umgebung.
Von Mai 1936 bis Mai 1937 wurden die Heinkel-Werke Oranienburg in Oranienburg-Annahof und Germendorf errichtet, da das Stammwerk in Rostock-Marienehe ausgelastet war. In diesem Werk bestand spätestens ab März 1943 ebenfalls ein Außenlager, in dem bis zu 6000 Häftlinge aus dem KZ Sachsenhausen arbeiten mussten. Erster Lagerleiter war der SS-Hauptsturmführer Johannes Hassebroek. Ab September 1944 übernahm das KZ Sachsenhausen das KZ-Außenlager Velten vom KZ Ravensbrück. Dort mussten Frauen Zwangsarbeit für die Ikaria/Veltener Maschinenbau und die Havelschmelzwerk GmbH leisten.

### Klinkerwerk

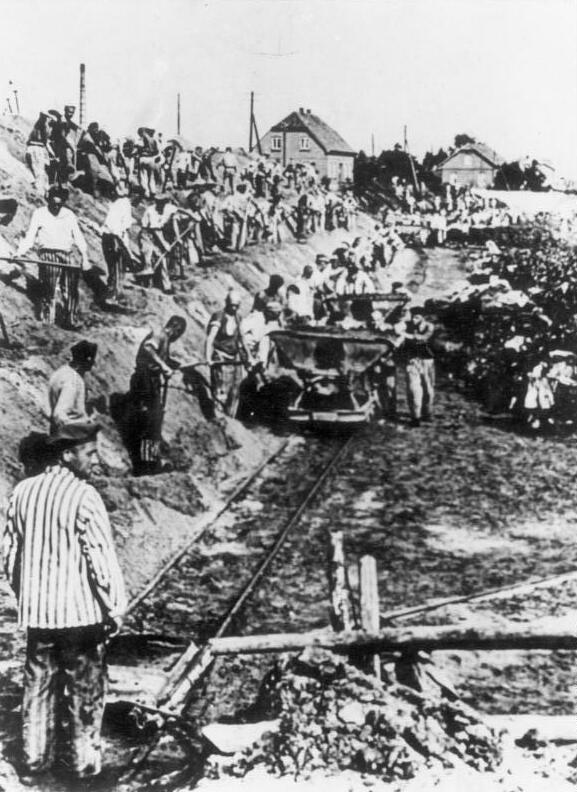
Häftlinge im Klinkerwerk (1940)

Die Mordfabrik des KZ Sachsenhausens war das Klinkerwerk, ein Großziegelwerk mit eigenem Hafen an der Lehnitzschleuse. Hier wurden Ziegel für Albert Speers Großbauvorhaben in Berlin produziert, dem Aufbau der Reichshauptstadt Germania. Die Häftlinge selbst hatten Fabrik und Hafenanlage außerhalb des Hauptlagers zu bauen. Später kam ein eigenes Häftlings-Außenlager hinzu.
Von Juli bis September 1942 fielen hier fast alle damaligen Rosa-Winkel-Häftlinge einer gezielten Mordaktion der SS zum Opfer. Der ehemalige Lagerälteste Harry Naujoks berichtet in seinen Erinnerungen von der Ermordung von 200 Homosexuellen und Amtsanmaßern. Der ehemalige Häftling Emil Büge notierte die Namen von 89 Häftlingen, die in den sechs Wochen ermordet wurden. An diese und weitere 25 Opfer wird im Rosa-Winkel-Gedenkbuch erinnert.
Erst ab dem 21. Jahrhundert erfolgten Gedenkveranstaltungen für die Todesopfer. Der Opfer der Mordaktion von 1942 wurde am 30. Juni 2002 und am 26. August 2007 mit einem temporären Denkmal aus 200 Gedenksteinen gedacht.

### SS-Brotfabrik Oranienburg
Nahe dem Klinkerwerk entstand ab Juli 1939 eine SS-Brotfabrik. Diese versorgte ab März 1941 die SS-Bewacher des KZs und die in Berlin einquartierten SS-Einheiten mit Brot. Ab 1944 wurden auch andere KZs mit Brot versorgt. Neben Bäckern und Zivilarbeitern, die alle der SS angehörten, wurden auch Zwangsarbeiter aus dem KZ eingesetzt.

### Geistliche im KZ Sachsenhausen
Unter den inhaftierten politischen Gefangenen befanden sich auch circa 700 Geistliche, darunter mehr als 600 polnische Priester, Bischöfe und zwei Subdiakone.
Bis 1941 waren im Zellenbau in Sachsenhausen 230 Geistliche inhaftiert, darunter Martin Niemöller von März 1938 bis 1941 als persönlicher Gefangener Hitlers bis zu seiner Überführung ins KZ Dachau sowie von Dezember 1939 bis August 1940 der Jesuitenpater Rupert Mayer. Weitere bekannte Inhaftierte waren Franz von Galen (1879–1961), preußischer Landtagsabgeordneter und Bruder von Clemens August Graf von Galen, Hw. Kazimierz Majdański, der spätere Bischof von Szczecin-Kamien, und der Selige Karl Leisner, damals noch Seminarist. Zudem befanden sich im Lager zeitweise protestantische Widerstandsfrauen aus den Niederlanden, die in der Region Achterhoek Juden geholfen hatten; mehrere tausend französische katholische Laien der Résistance waren zeitweise in Sachsenhausen inhaftiert.

### Todesmärsche und Lagerauflösung 1945

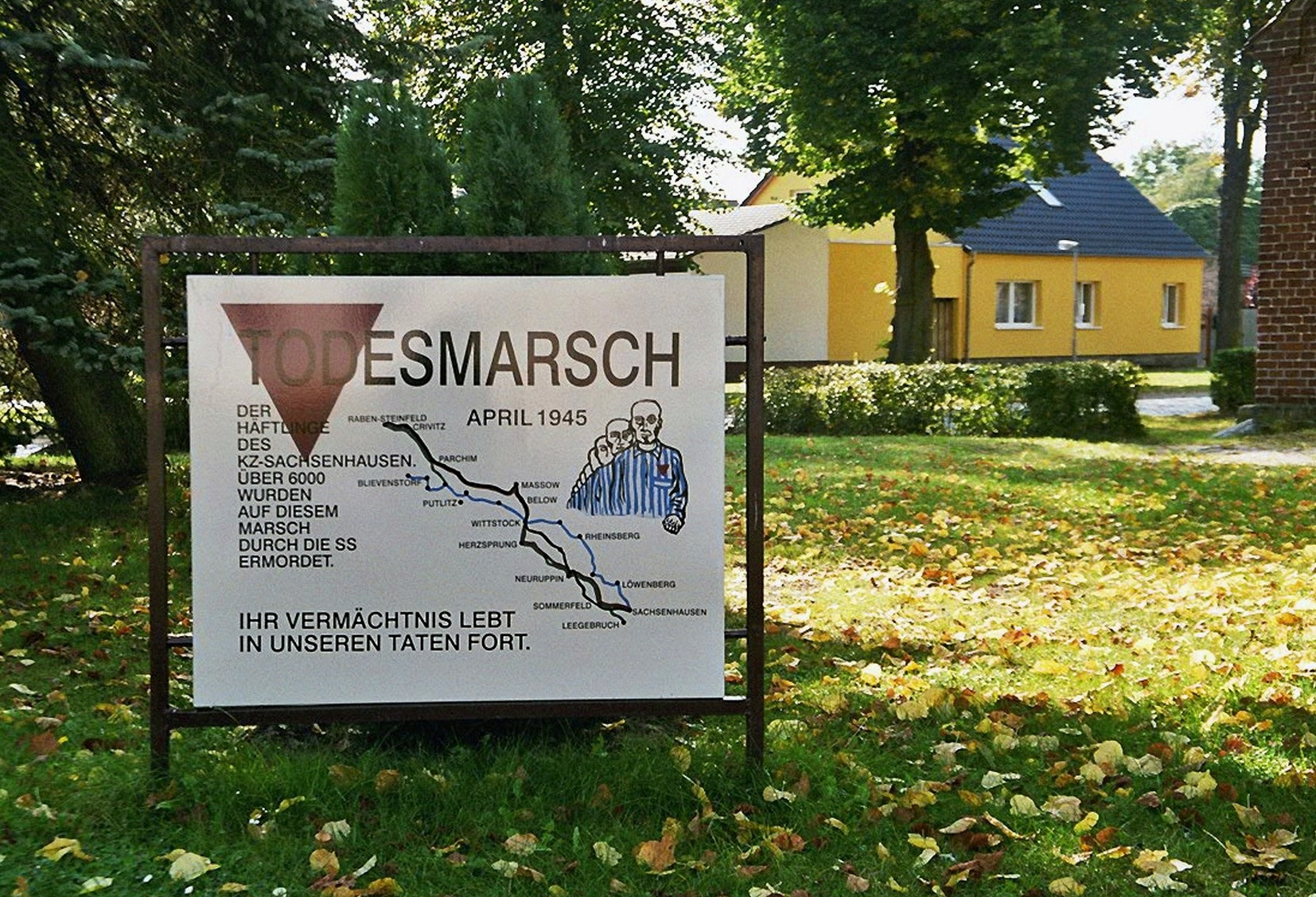
Gedenktafel in Nassenheide

Die Räumung des KZ Sachsenhausen wurde durch erste Befehle Anfang Januar 1945 vorbereitet. Am 23. Januar 1945 setzten Räumungen von östlich gelegenen und damit der schnell vorrückenden Roten Armee nahen Außenlagern ein. Dabei kam es zu Todesmärschen in Richtung Sachsenhausen und im Außenlager Lieberose zu einer Massenerschießung. Aufgrund eines zunächst erteilten, dann wieder zurückgenommenen Räumungsbefehls auch für das Lager Sachsenhausen wurden dort 144 Menschen von einem SS-Kommando in der Nacht zum 2. Februar 1945 erschossen.
Die Räumung des KZ Sachsenhausen selbst durch die SS begann in den Morgenstunden des 21. April 1945, als die Rote Armee nur noch wenige Kilometer entfernt war. 33.000 der noch verbliebenen 36.000 Häftlinge wurden in Gruppen von 500 Häftlingen nach Nordwesten in Marsch gesetzt.
Nur die ersten Kolonnen erhielten einige Lebensmittel. Viele Häftlinge, die am Tag zwischen 20 und 40 Kilometer marschieren mussten, starben bei nasskaltem Wetter an Entkräftung oder wurden von der SS erschossen. Mitarbeiter des Internationalen Komitees vom Roten Kreuz verteilten auf den Märschen Lebensmittel-Pakete an die Häftlinge und retteten somit viele vor dem Hungertod. Trotzdem starben auf den Todesmärschen nach der Evakuierung des Lagers im April 1945 noch einmal Tausende von Häftlingen.

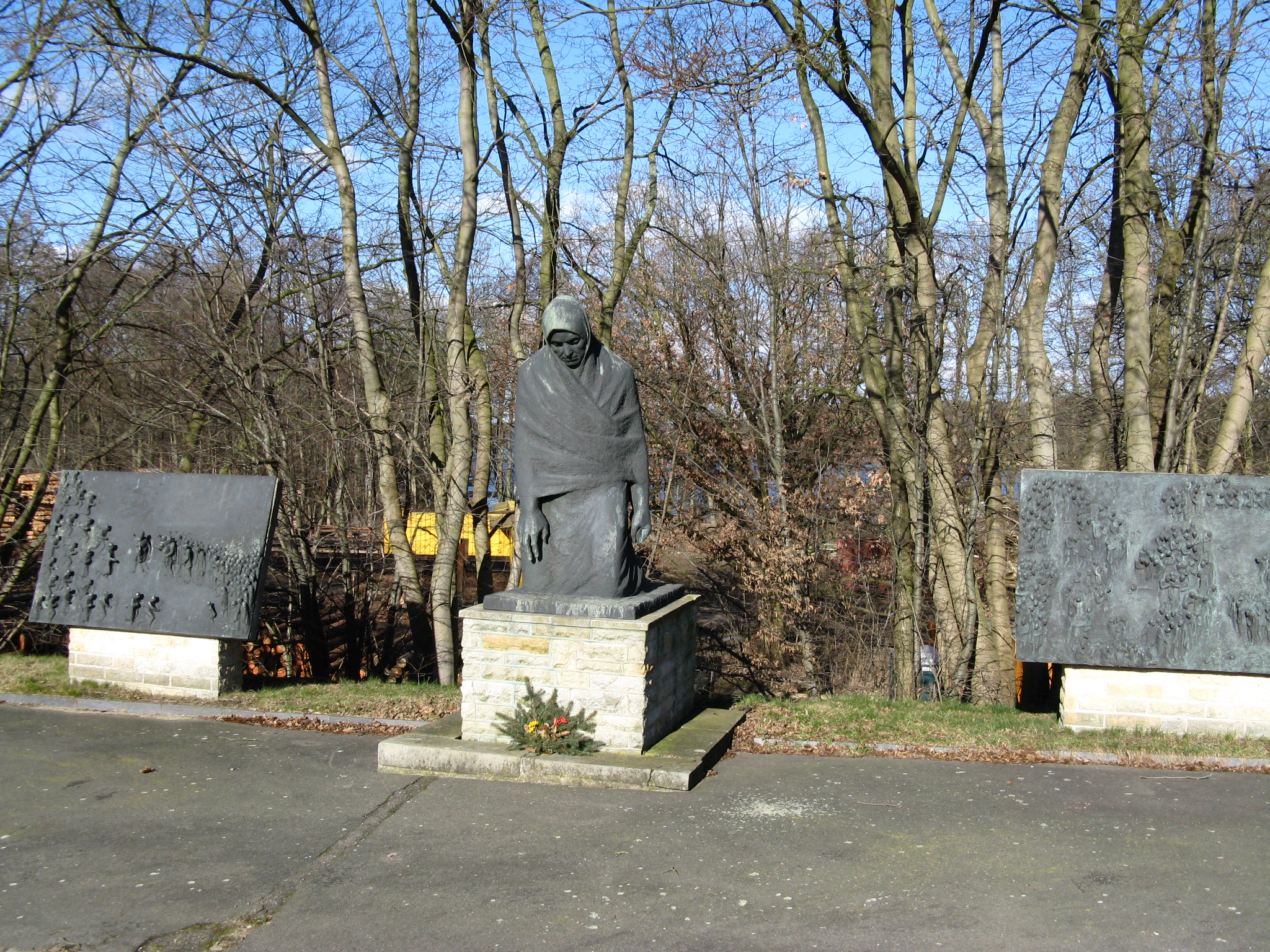
Mahn- und Gedenkstätte für die Opfer des Todesmarsches südöstlich von Schwerin in Raben Steinfeld

Im Belower Wald, dem Stadtforst von Wittstock/Dosse, wurden ab dem 23. April 1945 etwa 18.000 Häftlinge zusammengezogen, die dort bis zum 29. April 1945 lagerten (siehe auch Gedenkstätte Todesmarsch im Belower Wald). Die überlebenden Häftlinge erreichten anschließend auf unterschiedlichen Wegen den Raum zwischen Parchim und Schwerin, wo sie, inzwischen von ihren SS-Bewachern verlassen, auf Einheiten der Roten Armee und der US Army trafen.
Am 22. und 23. April erreichten sowjetische und polnische Truppen das Hauptlager. Etwa 3000 Kranke, Ärzte und Pfleger wurden befreit. In den folgenden Wochen starben noch mindestens 300 ehemalige Häftlinge an den Folgen der KZ-Haft. Sie wurden in sechs Massengräbern an der Lagermauer im Bereich des Krankenreviers bestattet.

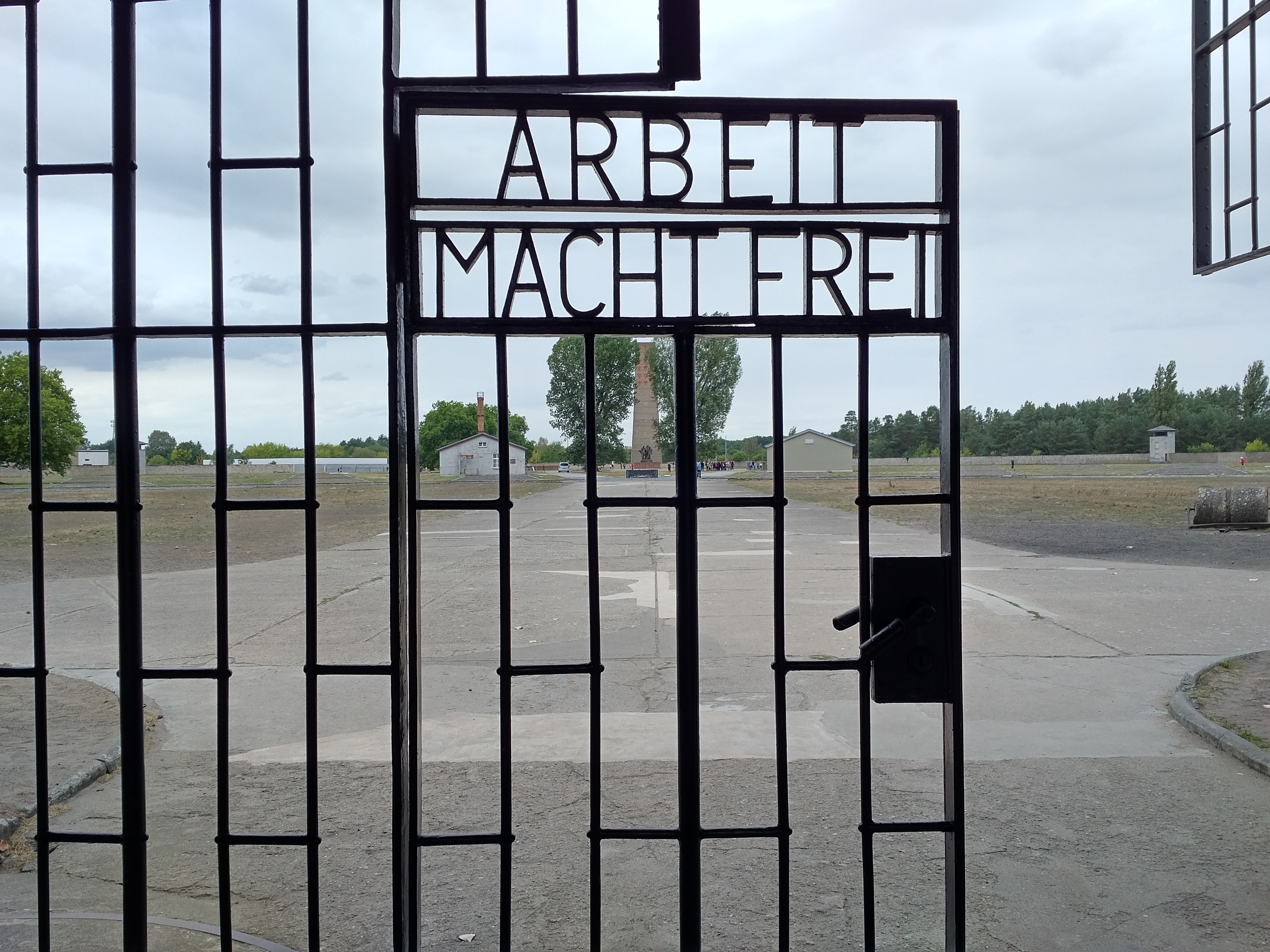
Eingangstor mit der für KZ gängigen zynischen Parole Arbeit macht frei. Dahinter befindet sich der Appellplatz, im Hintergrund das später errichtete Mahnmal.

Die befreiten Häftlinge wurden mit Gefangenen aus dem Frauen-KZ Ravensbrück und dem Außenlager Wöbbelin des KZ Neuengamme in zwei Kasernen in Schwerin untergebracht. Im Mai konnten die meisten westeuropäischen Häftlinge in ihre Heimatländer zurückkehren, während Displaced Persons aus Osteuropa nicht selten zunächst eine Überprüfung in Repatriierungslagern über sich ergehen lassen mussten.

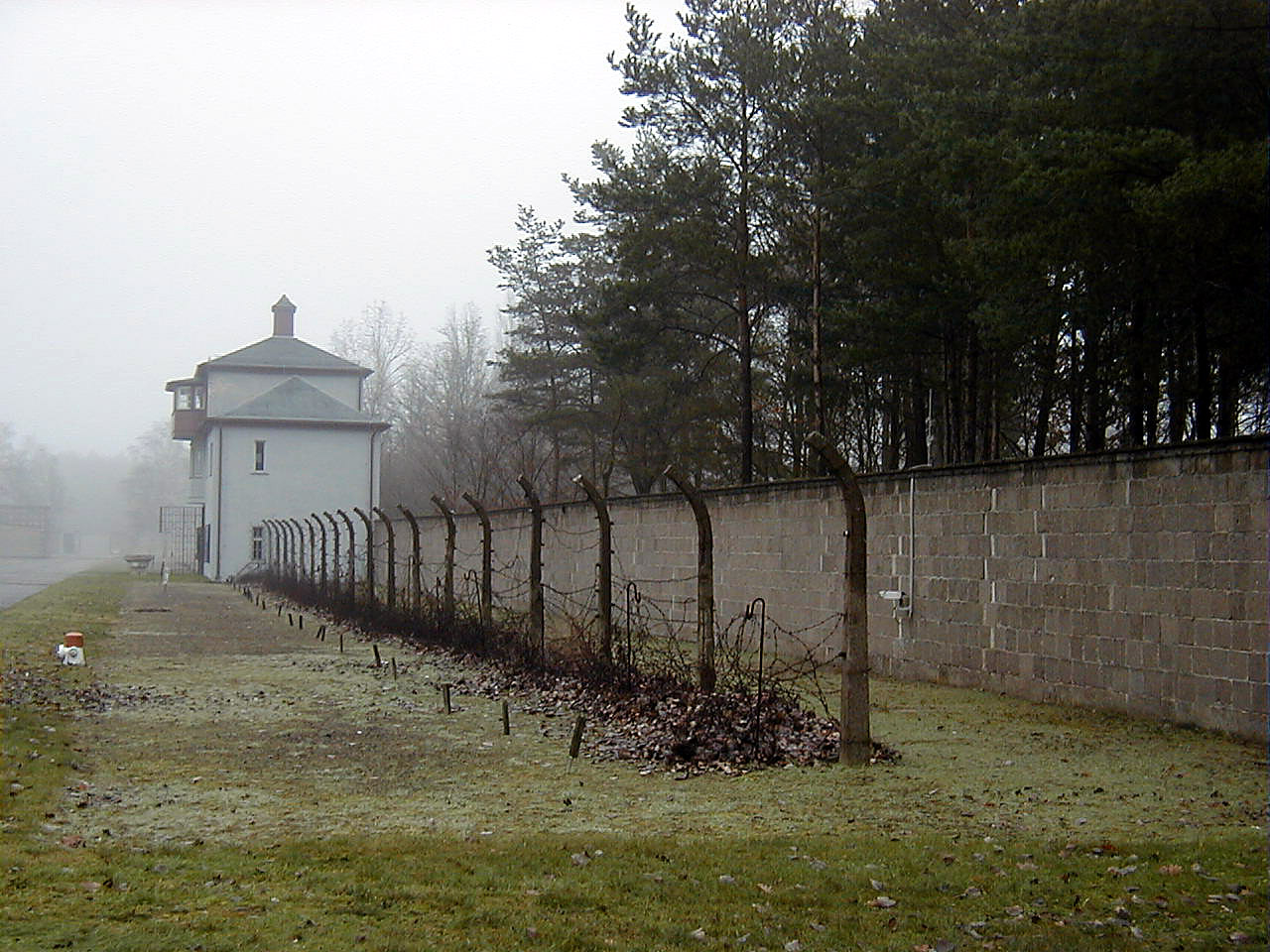
Rekonstruierte Zaunanlage (2001)

Im Auftrag der vom Obersten Sowjet in Moskau eingesetzten Außerordentlichen Staatlichen Kommission zur Untersuchung von Verbrechen des NS-Regimes führten sowjetische Gerichtsmediziner an den Massengräbern Exhumierungen durch; die Expertengruppe führte der Leiter des Wissenschaftlichen Forschungsinstituts für Gerichtsmedizin (NISM) beim Volkskommissariat für Gesundheitswesen der UdSSR, Wiktor Prosorowski, der 1946 als Zeuge beim Nürnberger Prozess gegen die Hauptkriegsverbrecher aussagte.

## Bekannte Inhaftierte
(mit † versehene Personen überlebten das NS-Regime nicht)
- Karl Abel, KPD- und Gewerkschaftsfunktionär, Abgeordneter, Minister
- Robert Abshagen, KPD-Funktionär und Widerstandskämpfer †
- Julius Adler, KPD-Reichstagsabgeordneter † in Bergen-Belsen
- Gyula Alpári, ungarischer Kommunist und Journalist †
- Ernst Angel, Dichter, Schriftsteller, Filmschaffender, Psychologe
- Rudi Arndt, KJVD † (in Buchenwald)
- Otto Auerswald, KPD-Funktionär
- Paul Balzereit, Landesleiter der Zeugen Jehovas bis 1935
- Bernhard Bästlein, Redakteur, MdR und Widerstandskämpfer †
- Stepan Bandera, ukrainischer Nationalist
- Heinrich Bartsch, KPD-Funktionär, Lagerältester †[17]
- Jurek Becker, Autor des Buches Jakob der Lügner
- Sigismund Payne Best, britischer Geheimdienstmitarbeiter
- Ernst Heinrich Bethge, Pädagoge und Schriftsteller, SPD-Mitglied †
- August Berger, SPD-Politiker, bis 1933 Stadtrat von Apolda †
- Mimke Berghaus, liberaler Rechtsanwalt
- Alexander Ludwig Birkenmajer, polnischer Wissenschaftshistoriker, Philosoph und Bibliothekar
- Hasso von Boehmer, Oberstleutnant i. G., Mitglied des Widerstands vom 20. Juli 1944, hingerichtet in Plötzensee †
- Hermann Boian, Zeuge Jehovas, Kriegsgegner, am 22. Januar 1940 ermordet †[18]
- Erich Boltze, kommunistischer Widerstandskämpfer †
- Heinz Brandt, kommunistischer Widerstandskämpfer und Journalist
- Randolph von Breidbach-Bürresheim, Jurist und Mitglied deutschen Widerstandes vom 20. Juli 1944 †
- Rudolf Breitscheid, SPD-Politiker †
- Lorenz Breunig, Eisenbahner und SPD-Funktionär †
- Michael Brink (Emil Piepke), katholischer Publizist und Widerstandskämpfer
- Gustav Bruhn, KPD-Politiker und Widerstandskämpfer †
- Taras Bulba-Borovets, Leiter der ukrainischen Nationalisten
- Adolf Burger, Buchdrucker und Autor des Buches Des Teufels Werkstatt
- Juliusz Bursche, Evangelischer Geistlicher, Landesbischof von Polen †
- Otto Busdorf, Kriminalbeamter
- August Dickmann, Zeuge Jehovas und erster Kriegsdienstverweigerer, der zu Beginn des Zweiten Weltkriegs hingerichtet wurde †
- Emil Gertjegerdes, Zeuge Jehovas, Kriegsdienstverweigerer, im KZ Sachsenhausen vom 15.12.1936 bis 03.05.1945 in Block 36
- Hans von Dohnanyi, deutscher Jurist und Widerstandskämpfer, in Sachsenhausen hingerichtet †
- Jakow (Jascha) Dschughaschwili, Sohn Stalins; † 14. April 1943
- Heinrich Düker, Psychologe
- Hans Kurt Eisner, Sohn des ermordeten bayerischen Ministerpräsidenten Kurt Eisner, im KZ Buchenwald ermordet †
- Fritz Elsas, DDP-Politiker; † 4. Januar 1945
- Georg Elser, Hitler-Attentäter. Persönlicher Häftling Hitlers. Später nach Dachau verlegt und dort ermordet †
- Lothar Erdmann, Gewerkschafter †
- Erich Flatau (1879–1946), Kommunalpolitiker (SPD) und Gewerkschafter
- Heinrich Fleißner, Politiker (USPD/SPD/SED) und Polizeipräsident in Leipzig
- Paul Friedländer, Professor für Klassische Philologie
- Erich Frost, Zeuge Jehovas, Leiter der Untergrundtätigkeit der Zeugen Jehovas in Deutschland ab 1936
- Franz von Galen (1879–1961), Landtagsabgeordneter und Bruder von Clemens August Graf von Galen, Bischof und später Kardinal von Münster
- Einar Gerhardsen, norwegischer Politiker
- Erna Gersinski, KPD-Funktionärin
- Erwin Geschonneck, Schauspieler
- Herbert Ludwig Wilhelm Göring, Bankkaufmann, Generalreferent im Reichswirtschaftsministerium
- Pierre Gouffault, Präsident des Internationalen Sachsenhausen-Komitees
- William Grover-Williams, britisch-französischer Automobilrennfahrer und Widerstandskämpfer †
- Ernst Grube, Arbeitersportler und MdR der KPD †
- Richard Grune, deutscher Maler und Grafiker
- Hans Grundig, deutscher Maler und Grafiker
- Friedrich Guttstadt, Reichswirtschaftsgerichtsrat, ev. †[19]
- Carl-Hans Graf von Hardenberg, Gutsbesitzer, Politiker, Mitglied des Widerstands vom 20. Juli 1944
- Willi Heidenreich, Kopf der Widerstandsgruppe Heidenreich, Förster in Tharandt
- Clemens Högg, SPD-Landtagsabgeordneter in Bayern, Vorsitzender der AWO Schwaben †
- Lambert Horn, KPD-Politiker †
- Bayume Mohamed Husen, Suhaeli-Schutztruppler in Deutsch-Ostafrika und späterer Filmschauspieler †
- Franz Jacob, Mitglied der Hamburger Bürgerschaft und Widerstandskämpfer †
- Heinrich Jasper, SPD-Politiker †
- Horst Jonas Kommunistischer Widerstandskämpfer, Journalist, deutscher Politiker, Bürgermeister der Stadt Neubrandenburg
- Robert Keller, französischer Widerstandskämpfer
- Wilhelm Kohlen, SPD-Landrat Kreis Aachen
- Aleksander Kulisiewicz, polnischer Journalist und Sänger
- Max Lademann, KPD-Politiker †
- Paul Ludwig Landsberg, Philosoph †
- Hans Salomon Landshut, jüdischer Arzt †
- Francisco Largo Caballero, spanischer Politiker, Ministerpräsident und Kriegsminister
- Julius Leber, SPD-Reichstagsabgeordneter †
- Fritz Lewerentz, SPD-Landtagsabgeordneter in Preußen †
- Max Liebster, Jude und Zeuge Jehovas
- Paul Loch, Widerstandskämpfer †[20]
- Rudolf Löhr, braunschweigischer SPD-Politiker, in das KZ Bergen-Belsen verlegt und ermordet †
- Gerhard Löwenthal, Journalist
- Hermann Lüdemann, SPD-Politiker und Widerstandskämpfer
- Martin Luther, ehemaliger Unterstaatssekretär im Auswärtigen Amt, Teilnehmer der Wannseekonferenz
- Georges Mandel, französischer Politiker †
- Rupert Mayer, Jesuitenpater
- Georg Herzog zu Mecklenburg, Politikwissenschaftler
- Andrij Melnyk, ukrainischer Nationalist
- Henri Michel, belgischer Journalist
- Kurt Müller, KPD-Funktionär
- Odd Nansen, norwegischer Architekt und Philanthrop, Sohn von Fridtjof Nansen
- Harry Naujoks, Lagerältester ab November 1936
- Martin Niemöller, evangelischer Geistlicher
- Robert Oelbermann, Gründer des Nerother Wandervogels, in das KZ Dachau verlegt †
- Oleg Olzhych, Mitglied der Ukrainischen Nationalisten †
- Paul O’Montis, Sänger, Parodist und Kabarettist †
- Arnulf Øverland, norwegischer Dichter (trotz Bitten von Sven Hedin nicht freigelassen)
- Jack Plapler, Maler
- Bernhard Poether, katholischer Priester †
- Karl Raddatz, KPD-Funktionär
- Gleb Rahr, exilrussischer Journalist und Kirchenhistoriker
- Aleksander Rajchman, polnischer Mathematiker †
- Karl Ratz, deutscher Politiker (SPD)
- Hermann Reinmuth, Jurist †
- Paul Reynaud, vorletzter Ministerpräsident der Dritten Republik (Frankreich)
- Martin Rosebery d’Arguto, Komponist und Dirigent †
- Hans Rothbarth, KPD-Funktionär †
- Stefan Rowecki, polnischer General der Heimatarmee †
- Heinrich Ruster, Schriftsteller, politischer Widerständler †
- Gustl Sandtner, KPD-Funktionär †
- Otto Scharfschwerdt, Gewerkschafter und Widerstandskämpfer †
- Benedikt Schmittmann, Sozialwissenschaftler und Sozialpolitiker † (von der SS zu Tode getreten)
- Michael Schnabrich, SPD-Reichstagsabgeordneter †
- Ernst Schneller, Lehrer und KPD-Reichstagsabgeordneter †
- Ernst Schulte-Strathaus, Buchwissenschaftler, Amtsleiter im Stab von Rudolf Heß
- Georg Schumann, Widerstandskämpfer †
- Kurt Schuschnigg, österreichischer Politiker
- Wilhelm Schuster, Ornithologe † (im KZ Sachsenhausen ermordet)
- Paul Schwarze, deutscher Arbeiterfunktionär und Kommunalpolitiker †
- Wilhelm Schweizer, Politiker (SPD)
- Didrik Arup Seip, Osloer Philologieprofessor und Universitätsdirektor (auf Bitten von Sven Hedin zur Jahreswende 1942/1943 freigelassen)
- Julius Seligsohn, Jurist
- Hellmut Späth, Baumschulbesitzer †
- Siegmund Sredzki, kommunistischer Widerstandskämpfer †
- Viktor Stein, österreichischer Redakteur und Politiker (SdP), Abgeordneter zum Nationalrat †
- Richard Henry Stevens, britischer Geheimdienstoffizier
- Jaroslaw Stezko, ukrainischer Nationalist
- Peter Suhrkamp, Verleger
- Andrzej Szczypiorski, polnischer Literat
- Wolfgang Szepansky, kommunistischer Widerstandskämpfer, Maler und Autor
- Mathias Thesen, KPD-Reichstagsabgeordneter †
- Stanislaw Trabalski, Politiker (SPD, USPD, SED)
- Leo Trepp, war bei seinem Tod 2010 der letzte überlebende Rabbiner, der bereits in der NS-Zeit amtiert hatte
- Herbert Tschäpe, KJVD-Funktionär und Spanienkämpfer †
- Karl Tuppy, österreichischer Staatsanwalt †
- Karl Veken, KPD-Funktionär, später Schriftsteller
- Johannes Maria Verweyen, Philosoph, in das KZ Bergen-Belsen verlegt †
- Nikolaus Wasser, Kommunist und Widerstandskämpfer
- Gustav Adolf Weigand, KPD-Funktionär und nach dem Zweiten Weltkrieg 1. Bürgermeister in Penig
- Arnold Weiss-Rüthel, Schriftsteller, Satiriker, Dramaturg
- Friedrich Weißler, Jurist, Mitglied der Bekennenden Kirche, Chef der Kanzlei der 2. vorläufigen Kirchenleitung †
- Bernhard Wicki, Regisseur (u. a. Die Brücke (1959))
- Richard Wilde, Schriftsteller, Redakteur und Drehbuchautor †
- Albert Willimsky, deutscher römisch-katholischer Priester, Widerstandskämpfer †
- Walter Winter, deutscher Sinto
- Ernst Wittlief, Politischer Leiter einer KPD-Widerstandsgruppe, Häftlingsnummer 89327[21]
- Antonín Zápotocký, KSČ-Führer, später der zweite kommunistische Staatspräsident der Tschechoslowakei
- Erich Zeigner, Jurist und Politiker

## Täter der SS

### Lagerkommandanten
- Juli 1936 bis Juli 1937: Karl Otto Koch, SS-Standartenführer
- August 1937 bis Juli (?) 1938: Hans Helwig, („Gänsegeneral“).[22] SS-Standartenführer/SS-Oberführer
- Mai (?) 1938 bis September 1939: Hermann Baranowski („Vierkant“), SS-Oberführer
- September 1939 bis März 1940: Walter Eisfeld, SS-Sturmbannführer
- April 1940 bis September 1942: Hans Loritz, SS-Oberführer (kommissarisch bereits ab Dezember 1939)[23]
- September 1942 bis 22. April 1945: Anton Kaindl, SS-Sturmbannführer

### Andere SS-Täter im Lager
- Heinz Baumkötter, KZ-Arzt
- Eberhard Cohrs[24], SS-Rottenführer Wachmannschaft
- Kurt Eccarius, Leiter des Zellenbaus
- Gustav Sorge, Rapportführer
- Wilhelm Dörr, Wachmannschaft (SS-Totenkopfverbände)
- Fritz Suhren, ab 15. Oktober 1933 SS-Oberscharführer
- Paul Sakowski, Henker[25]
- Johann Schwarzhuber, SS-Hauptscharführer
- Heinz Beerbaum, SS-Unterscharführer, brutaler SS-Blockführer, wegen Homosexualität im KZ zu Zuchthaus verurteilt und danach selbst Insasse im KZ Sachsenhausen

### Strafverfahren gegen einzelne Täter
- Sachsenhausen-Prozess, Verfahren vor einem sowjetischen Militärgericht in Berlin 1947
- In der DDR fanden diverse Folgeprozesse gegen Angehörige der SS-Wachmannschaft des KZ Sachsenhausen statt, so z. B. gegen Arnold Zöllner, der 1966 wegen seiner im Lager begangenen Taten von dem Bezirksgericht in Rostock zu lebenslangem Zuchthaus verurteilt wurde.
- Im Jahre 1960 fand vor dem Landgericht München II ein Prozess gegen Richard Bugdalle wegen Mordes an KZ-Häftlingen statt.
- In der Bundesrepublik Deutschland fanden ebenfalls diverse Folgeprozesse gegen Angehörige der Wachmannschaft statt, so z. B. die Kölner Sachsenhausen-Prozesse in den 1960er Jahren.
- Am 8. Februar 2021 wurde bekannt, dass die Staatsanwaltschaft Neuruppin einen früheren Wachmann des Konzentrationslagers Sachsenhausen wegen Beihilfe zum Mord angeklagt hatte. Der Angeklagte war zu dieser Zeit dem erstberichtenden NDR zufolge 100 Jahre alt, aber nach Einschätzung der Staatsanwaltschaft verhandlungsfähig. Der Sender berichtete unter Berufung auf das Landgericht Neuruppin, der Mann solle von 1942 bis 1945 im KZ Sachsenhausen nahe Berlin wissentlich und willentlich Hilfe zur grausamen Ermordung von Lagerinsassen geleistet haben. Dem Bericht zufolge geht es um Beihilfe zum Mord in 3518 Fällen.[26][27] Am 6. Mai 2021 gab das Landgericht Neuruppin bekannt, der Angeklagte werde nach Erhebung der Anklage nunmehr auf seine Verhandlungsfähigkeit untersucht, da der Beginn der mündlichen Verhandlung für Ende Mai 2021 angestrebt werde.[28][29][30] Nachdem der vom Gericht bestellte Gutachter eine Verhandlungsfähigkeit von 2½ Stunden pro Verhandlungstag festgestellt hatte, terminierte das Gericht den Beginn der mündlichen Hauptverhandlung auf den 7. Oktober 2021 und beraumte zunächst 22 Verhandlungstage an, wobei es eine Urteilsverkündung für den 7. Januar 2022 in Aussicht stellte.[31] Am 28. Juni 2022 verurteilte das Landgericht Neuruppin den inzwischen 101-jährigen zu fünf Jahren Freiheitsstrafe und entsprach damit dem Antrag der Staatsanwaltschaft.[32][33][34] Gegen das Urteil legte der Angeklagte das Rechtsmittel der Revision zum Bundesgerichtshof ein.[35][36][37]
- Am 1. September 2023 gab die Staatsanwaltschaft Gießen bekannt, sie habe gegen einen inzwischen 98-jährigen ehemaligen Wachmann das Ermittlungsverfahren abgeschlossen und Anklage zum Landgericht Hanau erhoben, da wegen des anzuwendenden Jugendstrafrechts nur das Wohnortprinzip infrage komme. Dem als eingeschränkt prozessfähig geltenden Angeschuldigten werfe man Beihilfe zum Mord in mehr als 3300 Fällen vor.[38] Das Landgericht Hanau hatte zunächst im Frühjahr 2024 das Verfahren abgelehnt, da nach Ansicht eines Sachverständigen der inzwischen 100-jährige  verhandlungs-, vernehmungs- und reiseunfähig sei. Nach Rechtsbeschwerde zum OLG Frankfurt forderte dieses jedoch mit Beschluss vom 2. Dezember 2024 das LG zu Nachermittlungen zur Verhandlungsfähigkeit auf, da das Gutachten mehrere Mängel aufweise.[39] Am 1. Mai 2025 wurde der Tod des inzwischen 100-jährigen Mannes bekannt.[40]

## Gedenkstätte und Museum Sachsenhausen
Seit 1993 ist die Gedenkstätte und Museum Sachsenhausen auf dem Gelände des ehemaligen KZ Sachsenhausen für Ausstellungen und Forschung zur Geschichte des Lagers verantwortlich. Die inhaltlichen Schwerpunkte der Einrichtung umfassen die Geschichte des KZ Oranienburg, verschiedene Aspekte der Geschichte des KZ Sachsenhausen über das sowjetische Speziallager bis hin zur Geschichte der Gedenkstätte selbst.

## Filme
(nach dem Entstehungsjahr der Filme geordnet)
- Todeslager Sachsenhausen, D 1946, Regie: Richard Brandt, Dokumentarfilm über die Befreiung des Lagers, in der der als „Henker von Sachsenhausen“ bekannte Paul Sakowski von seinen Methoden der Ermordung von Häftlingen berichtet.[41] Die im Lager ermordeten Juden erwähnt der Film nicht.[42]
- Gelöbnis von Sachsenhausen, DDR 1961, Dokumentarfilm, Regie: Rolf Schnabel, 10 Minuten. Eine Reportage von der Einweihung der Gedenkstätte am 22. April 1961.
- Ein Tag – Bericht aus einem deutschen Konzentrationslager 1939. BRD 1965, Regie: Egon Monk, 90 Minuten. Ein Fernsehfilm über den Lageralltag in einem KZ. Es geht um einen fiktiven Tag. Die Handlung des Drehbuchs basiert vor allem auf den Erfahrungen als ehemaliger KZ-Sachsenhausen-Häftling von Gunther R. Lys (1907–1990).
- Ich war neunzehn, DDR 1968, Regie: Konrad Wolf. Der Film bettet eine Szene aus Todeslager Sachsenhausen in die Erzählung von der Ankunft der Roten Armee in Sachsenhausen ein.[43]
- Die Fälscher. A/D 2007, Regie: Stefan Ruzowitzky, 95 Minuten. Mit Karl Markovics. Der Film basiert auf der realen Geschichte der größten Geldfälscheraktion des Sicherheitsdienstes während des Zweiten Weltkrieges, die unter dem Decknamen Aktion Bernhard im KZ Sachsenhausen stattfand. Am 24. Februar 2008 wurde der Film mit dem Oscar – als offizieller österreichischer Beitrag in der Kategorie Bester ausländischer Film – ausgezeichnet.
- Kein Friede den Frevlern. D 2011, Regie: Mikko Linnemann, 40 Minuten. Nach dem Manuskript aus den Jahren 1942 bis 1944. Der Essayfilm kontrastiert den literarischen Überlebensbericht des ehemaligen Häftlings Leon Szalet mit heutigen Bildern und Tönen der beschriebenen Orte.[44]